# Pavonis Mons
Il Pavonis Mons (in latino Montagna del pavone) è un vulcano a scudo situato sulla superficie di Marte, nella regione equatoriale di Tharsis.
Si trova fra l'Ascraeus Mons e l'Arsia Mons, e insieme a questi ultimi forma il complesso vulcanico dei Tharsis Montes.
Il suo edificio vulcanico si sviluppa, rispetto alle terre circostanti, per ben 14 km d'altezza, mentre la sua caldera si estende per ben 20 km di diametro.
Quest'ultima, essendo perfettamente circolare, contrasta fortemente con le altre caldere vulcaniche, come quella dell'Ascraeus Mons.